# مک‌کوی واقعی (فیلم)
مک‌کوی واقعی (به انگلیسی: The Real McCoy) فیلمی جنایی محصول سال ۱۹۹۳ ایالات متحدهٔ آمریکا به کارگردانی راسل مالکهی است. در این فیلم بازیگرانی همچون کیم بیسینگر، وال کیلمر، ترنس استامپ، گایلارد سارتاین، اندرو استال، مارک مک‌کالی و نیک سیرسی ایفای نقش کرده‌اند.